# Metavampyressa
Metavampyressa és un subgènere de ratpenats del gènere Vampyressa de la família dels fil·lostòmids, format per 2 espècies distribuïdes per Centreamèrica i Sud-amèrica.

## Taxonomia
- Ratpenat d'orelles grogues de Brock (Vampyressa brocki)[1]
- Ratpenat d'orelles grogues gros (Vampyressa nymphaea)[2]